# Åros (Buskerud)
Åros este o localitate din comuna Asker, provincia Viken, Norvegia.